# Gałęzówka
Gałęzówka – strumień, lewobrzeżny dopływ Kosarzewki o długości 10,12 km. Swoje źródła ma w Starej Wsi Trzeciej, a uchodzi w Bychawie do Kosarzewki przy Zalewie Bychawskim na terenie dzielnicy Rogalec. Około 100 metrów przed ujściem od Gałęzówki odchodzi odnoga, która zasila ów zalew.